# 东方长蟱蛛
东方长蟱蛛（学名：Miagrammopes orientalis），又名东亚夜蛛，为蟱蛛科长蟱蛛属的动物。分布于南朝鲜、日本、台湾岛以及中国大陆的浙江、山西、安徽等地。该物种的模式产地在日本。
其种加词“orientalis”意为“东方的”。